# Михайлики (Шишацкий район)
Михайлики́ (укр. Михайлики) — село, Михайликовский сельский совет, Шишацкий район, Полтавская область, Украина.
Код КОАТУУ — 5325783201. Население по переписи 2001 года составляло 879 человек.
Является административным центром Михайликовского сельского совета, в который, кроме того, входят сёла Порскалевка и Харенки.

## Географическое положение
Село Михайлики находится на расстоянии в 20 км от пгт Шишаки. В селе есть 2 ставка и 1 болото. Через село проходит автомобильная дорога Т-1710 (Р-42).

## Экономика
- «Агроэкология», ЧП.
- ООО «ВІРХОС».
- ООО «Полтавская областная сельскохозяйственная совещательная служба».

## Объекты социальной сферы
- Школа,Библиотека и Местный Клуб.

## Известные люди
- Антонец Семён Спиридонович (1935) — председатель колхоза имени Орджоникидзе, Герой Социалистического Труда, Герой Украины, почётный академик УААН.